# Cyphoma
Cyphoma is een geslacht van weekdieren uit de klasse van de Gastropoda (slakken).

## Soorten
- Cyphoma alleneae Cate, 1973
- Cyphoma arturi Fehse, 2007
- Cyphoma aureocinctum (Dall, 1889)
- Cyphoma christahemmenae (Fehse, 1997)
- Cyphoma eludens Lorenz & J. Brown, 2015
- Cyphoma emarginatum (G. B. Sowerby I, 1830)
- Cyphoma gibbosum (Linnaeus, 1758)
- Cyphoma guerrinii Fehse, 2001
- Cyphoma intermedium (G. B. Sowerby I, 1828)
- Cyphoma macumba Petuch, 1979
- Cyphoma mcgintyi Pilsbry, 1939
- Cyphoma rhomba Cate, 1978
- Cyphoma sedlaki Cate, 1976
- Cyphoma signatum Pilsbry & McGinty, 1939
- Cyphoma versicolor Fehse, 2003